# Stuorát Golmmesjávri
Stuorát Golmmesjávri (norska Fiskevatn el. Gålmesjavri och samiska (på norska sidan) Golmmešjávri) är en sjö på gränsen mellan Finland och Norge. Sjön har inget finskt namn. Den ligger ca 22 km sydost om Pulmankijärvi och ca 33 km sydsydost om Finlands nordligaste punkt i Nuorgam, Utsjoki kommun. Den finska delen av sjön ligger i Enare, Lappland och den norska i Sør-Varanger, Finnmark fylke.
Stuorát Golmmesjávri ligger 269,6 meter över havet. Arean är 6,25 kvadratkilometer och strandlinjen är 28,42 kilometer lång. Sjön är ca 7,5 km lång. På det bredaste stället är sjön drygt 2 km bred.